# Club de Deportes Provincial Curicó Unido
Maillots
Actualités
Le Club de Deportes Provincial Curicó Unido est un club de football chilien, basé à Curicó.

## Historique
- 1973 : fondation du club sous le nom de Curicó Unido

## Palmarès
- Championnat du Chili de deuxième division :
  - Champion (2) : 2008, 2016-2017
- Championnat du Chili de troisième division :
  - Champion (1) : 2005